# Veljko Kadijević
Veljko Kadijević (v srbské cyrilici Вељко Кадијевић; 21. listopadu 1925, Glavina Donja poblíž Imotski – 2. listopadu 2014, Moskva) byl generál Jugoslávské lidové armády a poslední ministr obrany (Svazový sekretář lidové obrany) Jugoslávie od roku 1988 do své rezignace v roce 1992.
Narodil se 21. listopadu 1925 ve vesnici Glavina Donja poblíž Imotski v Království Srbů, Chorvatů a Slovinců. Jeho otec byl Srb a matka Chorvatka. Považoval se za „projugoslávského Srba“. V roce 1941 během druhé světové války se připojil k jugoslávským partyzánům po invazi Osy do Jugoslávie. V roce 1943 vstoupil do Komunistické strany Jugoslávie (KPJ). Téměř okamžitě dostal za úkol plnit důležité povinnosti. Po válce zůstal aktivním vojákem a vystudoval Vojenskou akademii v Bělehradě a CGSC ve Fort Leavenworth v Kansasu.
Patřil mezi „jestřáby“ jugoslávské politiky; před rozpadem země několikrát zdůraznil, že zemi je nezbytné bránit silou. V lednu 1990 prohlásil, že nedopustí, aby se z Jugoslávie stal druhý Libanon. V březnu 1991 vyjednával se Sovětským svazem případnou vojenskou pomoc pro situaci, pokud by západní země měly zájem Jugoslávii z důvodů rostoucí vnitřní nestability (v březnu 1991 již zbývalo jen několik týdnů do vypuknutí prvních střetů v oblasti Plitvických jezer) vojensky obsadit.
Velel proto jugoslávské armádě jak během desetidenní války ve Slovinsku, tak i během války v Chorvatsku. Sám, ačkoliv byl z Chorvatska, se považoval především za jugoslávce.[zdroj?] Přes deset let žil v Rusku; roku 2008 získal ruské občanství. V Chorvatsku byl totiž stíhán za válečné zločiny.